# Řád Antonia José de Irisarri
Řád Antonia José de Irisarri (španělsky: Orden Antonio José de Irisarri) je státní vyznamenání Guatemalské republiky. Založen byl roku 1973. Udílen je občanům Guatemaly i cizím státním příslušníkům, a to jak jednotlivcům, tak institucím.

## Historie a pravidla udílení
Řád byl založen vládou Guatemaly roku 1973. Pojmenován byl po guatemalském státníkovi a spisovateli Antoniu José de Irissari. Udílen je občanům Guatemaly i cizím státním příslušníkům za zásluhy v mezinárodních vztazích a za přínos k boji o národní nezávislost a suverenitu. Obvykle je udílen diplomatům. Kromě jednotlivců může být udělen i institucím.

## Insignie
Řádový odznak má tvar zlatého kříže. Čtyři ramena jsou červeně smaltovaná, zbývající čtyři ramena ve tvaru ondřejského kříže jsou bíle smaltovaná s modře smaltovaným lemováním. Na kříži je položen zlatý kruh s vystouplou vnější i vnitřní hranou a nápisem HONOR AL MERITO v horní části a ANTONIO JOSÉ DE IRISARRI ve spodní části. Uprostřed je zlatý kulatý medailon s portrétem Antonia José de Irisarri.
Řádová hvězda se podobá řádovému odznaku, je ale větší.
Stuha z hedvábného moaré je bílá se širokým modrým pruhem uprostřed.

## Třídy
Řád je udílen v pěti třídách:
- řetěz (Grand Colar)
- velkokříž (Gran Cruz)
- velkodůstojník (Gran Official)
- komtur (Commendador)
- důstojník (Official)

| Řádové stuhy | Řádové stuhy | Řádové stuhy   | Řádové stuhy | Řádové stuhy |
| ------------ | ------------ | -------------- | ------------ | ------------ |
| řetěz        | velkokříž    | velkodůstojník | komtur       | důstojník    |